# Backtracks
Backtracks ist ein Boxset der australischen Hard-Rock-Band AC/DC, das am 6. November 2009 bei Columbia Records erschien. Es ist in der Standard- und in der Collector's Variante erschienen. Die Standardvariante ist im freien Handel erhältlich,
die Collector's Variante hingegen kann nur bei acdcbacktracks.com bestellt werden.
Die Collector's-Box ist außerdem ein funktionierender Gitarrenverstärker.

## Inhalt der Standardvariante

### Disc 1: Studio Raritäten
| Nummer | Titel                  | Autoren                                   | Originalerscheinung                                                                  | Jahr |
| ------ | ---------------------- | ----------------------------------------- | ------------------------------------------------------------------------------------ | ---- |
| 1      | Stick Around           | Angus Young, Malcolm Young, Bon Scott     | High Voltage (Australien)                                                            | 1975 |
| 2      | Love Song              | Angus Young, Malcolm Young, Bon Scott     | High Voltage (Australien)                                                            | 1975 |
| 3      | Fling Thing            | Angus Young, Malcolm Young                | Jailbreak (7" Single, Australien)                                                    | 1977 |
| 4      | R.I.P. (Rock in Peace) | Angus Young, Malcolm Young, Bon Scott     | Dirty Deeds Done Dirt Cheap (Australien)                                             | 1976 |
| 5      | Carry Me Home          | Angus Young, Malcolm Young, Bon Scott     | Dog Eat Dog (7" Single, Australien)                                                  | 1977 |
| 6      | Crabsody in Blue       | Angus Young, Malcolm Young, Bon Scott     | Let There Be Rock (Australien)                                                       | 1977 |
| 7      | Cold Hearted Man       | Angus Young, Malcolm Young, Bon Scott     | Rock 'n' Roll Damnation (7" Single, Australien) bzw. europ. LP-Pressung von Powerage | 1978 |
| 8      | Snake Eye              | Malcolm Young, Angus Young, Brian Johnson | Heatseeker (12" Single, Australien)                                                  | 1988 |
| 9      | Borrowed Time          | Malcolm Young, Angus Young, Brian Johnson | That's the Way I Wanna Rock 'n' Roll (12" Single)                                    | 1988 |
| 10     | Down on the Borderline | Angus Young, Malcolm Young, Brian Johnson | Moneytalks (Single, Australien)                                                      | 1990 |
| 11     | Big Gun                | Angus Young, Malcolm Young                | Last Action Hero: Music from the Original Motion Picture (Soundtrack)                | 1993 |
| 12     | Cyberspace             | Angus Young, Malcolm Young                | Safe in New York City (Single)                                                       | 2000 |

### Disc 2: Live Raritäten
| Nummer | Titel                                   | Autoren                                   | Aufnahmeort                       | Jahr |
| ------ | --------------------------------------- | ----------------------------------------- | --------------------------------- | ---- |
| 1      | Dirty Deeds Done Dirt Cheap             | Angus Young, Malcolm Young, Bon Scott     | Sidney Festival, Sydney           | 1977 |
| 2      | Dog Eat Dog                             | Angus Young, Malcolm Young, Bon Scott     | Apollo Theatre, Glasgow           | 1978 |
| 3      | Live Wire                               | Angus Young, Malcolm Young, Bon Scott     | Hammersmith Odeon, London         | 1979 |
| 4      | Shot Down in Flames                     | Angus Young, Malcolm Young, Bon Scott     | Hammersmith Odeon, London         | 1979 |
| 5      | Back in Black                           | Malcolm Young, Angus Young, Brian Johnson | Capital Center, Landover MD       | 1981 |
| 6      | T.N.T.                                  | Angus Young, Malcolm Young, Bon Scott     | Capital Center, Landover MD       | 1981 |
| 7      | Let There Be Rock                       | Angus Young, Malcolm Young, Bon Scott     | Capital Center, Landover MD       | 1981 |
| 8      | Guns for Hire                           | Malcolm Young, Angus Young, Brian Johnson | Joe Louis Arena, Detroit MI       | 1983 |
| 9      | Rock and Roll Ain't Noise Pollution     | Malcolm Young, Angus Young, Brian Johnson | Joe Louis Arena, Detroit MI       | 1983 |
| 10     | This House Is on Fire                   | Malcolm Young, Angus Young, Brian Johnson | Joe Louis Arena, Detroit MI       | 1983 |
| 11     | You Shook Me All Night Long             | Malcolm Young, Angus Young, Brian Johnson | Jou Louis Arena, Detroit MI       | 1983 |
| 12     | Jailbreak                               | Angus Young, Malcolm Young, Bon Scott     | Dallas, TX                        | 1985 |
| 13     | Highway to Hell                         | Angus Young, Malcolm Young, Bon Scott     | Flugplatz Moskau-Tuschino, Moskau | 1991 |
| 14     | For Those About to Rock (We Salute You) | Angus Young, Malcolm Young, Brian Johnson | Flugplatz Moskau-Tuschino, Moskau | 1991 |
| 15     | Safe in New York City                   | Angus Young, Malcolm Young                | Phoenix, AZ                       | 2000 |

### DVD:Family Jewels– Disc 3
Big Gun (Promo Clip)
Hard as a Rock (Promo Clip)
Hail Caesar (Promo Clip)
Cover You in Oil (Promo Clip)
Stiff Upper Lip (Promo Clip)
Satellite Blues (Promo Clip)
Safe in New York City (Promo Clip)
Rock 'n' Roll Train (Promo Clip)
Anything Goes (Promo Clip)
Jailbreak (Promo Clip)
It's a Long Way to the Top (If You Wanna Rock 'n' Roll) (Promo Clip)
Highway to Hell (Promo Clip)
You Shook Me All Night Long (Promo Clip)
Guns for Hire (Promo Clip)
Dirty Deeds Done Dirt Cheap (Live)
Highway to Hell (Live)
Making of Hard as a Rock
Making of Rock 'n' Roll Train

### Booklet
Die Box enthält ein 34-seitiges Booklet mit Zeitungsausschnitten, Fotos, Postern sowie Disc- und LP-Covern.

## Inhalt der Collector's Variante

### Disc 1: Studio Raritäten
| Nummer | Titel                                                                | Autoren                                   | Originalerscheinung                                                                  | Jahr |
| ------ | -------------------------------------------------------------------- | ----------------------------------------- | ------------------------------------------------------------------------------------ | ---- |
| 1      | High Voltage (Australien)                                            | Angus Young, Malcolm Young, Bon Scott     | T.N.T.                                                                               | 1975 |
| 2      | Stick Around                                                         | Angus Young, Malcolm Young, Bon Scott     | High Voltage (Australien)                                                            | 1975 |
| 3      | Love Song                                                            | Angus Young, Malcolm Young, Bon Scott     | High Voltage (Australien)                                                            | 1975 |
| 4      | It's a Long Way to the Top (If You Wanna Rock 'n' Roll) (Australien) | Angus Young, Malcolm Young, Bon Scott     | T.N.T.                                                                               | 1975 |
| 5      | Rocker (Australien)                                                  | Angus Young, Malcolm Young, Bon Scott     | T.N.T.                                                                               | 1975 |
| 6      | Fling Thing                                                          | Angus Young, Malcolm Young                | Jailbreak (7" Single, Australien)                                                    | 1977 |
| 7      | Dirty Deeds Done Dirt Cheap (Australien)                             | Angus Young, Malcolm Young, Bon Scott     | Dirty Deeds Done Dirt Cheap (Australien)                                             | 1976 |
| 8      | Ain't No Fun (Waiting Round to Be a Millionaire) (Australien)        | Angus Young, Malcolm Young, Bon Scott     | Dirty Deeds Done Dirt Cheap (Australien)                                             | 1976 |
| 9      | R.I.P. (Rock in Peace)                                               | Angus Young, Malcolm Young, Bon Scott     | Dirty Deeds Done Dirt Cheap (Australien)                                             | 1976 |
| 10     | Carry Me Home                                                        | Angus Young, Malcolm Young, Bon Scott     | Dog Eat Dog (7" Single, Australien)                                                  | 1977 |
| 11     | Crabsody in Blue                                                     | Angus Young, Malcolm Young, Bon Scott     | Let There Be Rock (Australien)                                                       | 1977 |
| 12     | Cold Hearted Man                                                     | Angus Young, Malcolm Young, Bon Scott     | Rock 'n' Roll Damnation (7" Single, Australien) bzw. europ. LP-Pressung von Powerage | 1978 |
| 13     | Who Made Who (Extended Version)                                      | Who Made Who (12" Single)                 | 1986                                                                                 |      |
| 14     | Snake Eye                                                            | Malcolm Young, Angus Young, Brian Johnson | Heatseeker (12" Single, Australien)                                                  | 1988 |
| 15     | Borrowed Time                                                        | Malcolm Young, Angus Young, Brian Johnson | That's the Way I Wanna Rock 'n' Roll (12" Single)                                    | 1988 |
| 16     | Down on the Borderline                                               | Angus Young, Malcolm Young, Brian Johnson | Moneytalks (Single, Australien)                                                      | 1990 |
| 17     | Big Gun                                                              | Angus Young, Malcolm Young                | Last Action Hero: Music from the Original Motion Picture (Soundtrack)                | 1993 |
| 18     | Cyberspace                                                           | Angus Young, Malcolm Young                | Safe in New York City (Single)                                                       | 2000 |

### Disc 2: Live Raritäten
| Nummer | Titel                               | Autoren                                   | Aufnahmeort                 | Jahr |
| ------ | ----------------------------------- | ----------------------------------------- | --------------------------- | ---- |
| 1      | Dirty Deeds Done Dirt Cheap         | Angus Young, Malcolm Young, Bon Scott     | Sydney Festival, Sydney     | 1977 |
| 2      | Dog Eat Dog                         | Angus Young, Malcolm Young, Bon Scott     | Apollo Theatre, Glasgow     | 1978 |
| 3      | Live Wire                           | Angus Young, Malcolm Young, Bon Scott     | Hammersmith Odeon, London   | 1979 |
| 4      | Shot Down in Flames                 | Angus Young, Malcolm Young, Bon Scott     | Hammersmith Odeon, London   | 1979 |
| 5      | Back in Black                       | Angus Young, Malcolm Young, Brian Johnson | Capital Center, Landover MD | 1981 |
| 6      | T.N.T.                              | Angus Young, Malcolm Young, Bon Scott     | Capital Center, Landover MD | 1981 |
| 7      | Let There Be Rock                   | Angus Young, Malcolm Young, Bon Scott     | Capital Center, Landover MD | 1981 |
| 8      | Guns for Hire                       | Angus Young, Malcolm Young, Brian Johnson | Joe Louis Arena, Detroit MI | 1983 |
| 9      | Sin City                            | Angus Young, Malcolm Young, Bon Scott     | Detroit, MI                 | 1983 |
| 10     | Rock and Roll Ain't Noise Pollution | Angus Young, Malcolm Young, Brian Johnson | Joe Louis Arena, Detroit MI | 1983 |
| 11     | This House Is on Fire               | Angus Young, Malcolm Young, Brian Johnson | Joe Louis Arena, Detroit MI | 1983 |
| 12     | You Shook Me All Night Long         | Angus Young, Malcolm Young, Brian Johnson | Jou Louis Arena, Detroit MI | 1983 |
| 13     | Jailbreak                           | Angus Young, Malcolm Young, Bon Scott     | Dallas, TX                  | 1985 |
| 14     | Shoot to Thrill                     | Angus Young, Malcolm Young, Brian Johnson | Donnington Park, England    | 1991 |
| 15     | Hell Ain't a Bad Place to Be        | Angus Young, Malcolm Young, Bon Scott     | Donnington Park, England    | 1991 |

### Disc 3: Live Raritäten
| Nummer | Titel                                   | Autoren                                   | Aufnahmeort              | Jahr |
| ------ | --------------------------------------- | ----------------------------------------- | ------------------------ | ---- |
| 1      | High Voltage                            | Angus Young, Malcolm Young, Bon Scott     | Donnington Park, England | 1991 |
| 2      | Hells Bells                             | Angus Young, Malcolm Young, Brian Johnson | Donnington Park, England | 1991 |
| 3      | Whole Lotta Rosie                       | Angus Young, Malcolm Young, Bon Scott     | Donnington Park, England | 1991 |
| 4      | Dirty Deeds Done Dirt Cheap             | Angus Young, Malcolm Young, Bon Scott     | Donnington Park, England | 1991 |
| 5      | Highway to Hell                         | Angus Young, Malcolm Young, Bon Scott     | Moskau, Russland         | 1991 |
| 6      | Back in Black                           | Angus Young, Malcolm Young, Brian Johnson | Moskau, Russland         | 1991 |
| 7      | For Those About to Rock (We Salute You) | Angus Young, Malcolm Young, Brian Johnson | Moskau, Russland         | 1991 |
| 8      | Ballbreaker                             | Angus Young, Malcolm Young                | Madrid, Spanien          | 1996 |
| 9      | Hard as a Rock                          | Angus Young, Malcolm Young                | Madrid, Spanien          | 1996 |
| 10     | Dog Eat Dog                             | Angus Young, Malcolm Young, Bon Scott     | Madrid, Spanien          | 1996 |
| 11     | Hail Caesar                             | Angus Young, Malcolm Young                | Madrid, Spanien          | 1996 |
| 12     | Whole Lotta Rosie                       | Angus Young, Malcolm Young, Bon Scott     | Madrid, Spanien          | 1996 |
| 13     | You Shook Me All Night Long             | Angus Young, Malcolm Young, Brian Johnson | Madrid, Spanien          | 1996 |
| 14     | Safe in New York City                   | Angus Young, Malcolm Young                | Phoenix, AZ              | 2000 |

### 12" LP mit Studio Raritäten

#### A-Seite
1. Stick Around
2. Love Song
3. Fling Thing
4. R.I.P. (Rock in Peace)
5. Carry Me Home
6. Crabsody in Blue

#### B-Seite
1. Cold Hearted Man
2. Snake Eye
3. Borrowed Time
4. Down on the Borderline
5. Big Gun
6. Cyberspace

### DVD 1:Family Jewels
Big Gun (Promo Clip)
Hard as a Rock (Promo Clip)
Hail Caesar (Promo Clip)
Cover You in Oil (Promo Clip)
Stiff Upper Lip (Promo Clip)
Satellite Blues (Promo Clip)
Safe in New York City (Promo Clip)
Rock 'n' Roll Train (Promo Clip)
Anything Goes (Promo Clip)
Jailbreak (Promo Clip)
It's a Long Way to the Top (If You Wanna Rock 'n' Roll) (Promo Clip)
Highway to Hell (Promo Clip)
You Shook Me All Night Long (Promo Clip)
Guns for Hire (Promo Clip)
Dirty Deeds Done Dirt Cheap (Live)
Highway to Hell (Live)
Making of Hard as a Rock
Making of Rock 'n' Roll Train

### DVD 2:Live at the Circus Krone 2003 (München)
1. Hell Ain't a Bad Place to Be
2. Back in Black
3. Stiff Upper Lip
4. Shoot to Thrill
5. Thunderstruck
6. Rock 'n' Roll Damnation
7. What's Next to the Moon
8. Hard as a Rock
9. Bad Boy Boogie
10. The Jack
11. If You Want Blood (You've Got It)
12. Hells Bells
13. Dirty Deeds Done Dirt Cheap
14. Rock 'n' Roll Ain't Noise Pollution
15. T.N.T.
16. Let There Be Rock
17. Highway to Hell
18. For Those About to Rock (We Salute You)
19. Whole Lotta Rosie

### Original AC/DC Merchandise-Produkte
Das Boxset enthält außer den CDs und DVDs auch ein 164-seitiges Booklet mit Fotos, Zeitungsausschnitten, Postern, Tracksheets usw. und Reproduktionen von folgenden Original-AC/DC-Merchandise-Produkten:
AC/DC Button
100$ „Moneytalks“-Geldschein
Sticker (Angus Young's Mütze)
Plektron mit original AC/DC-Logo
Flyer zur „Lock Up Your Daughters“-Tour
3 Lithographien
Tracksheet der Dirty-Deeds-Done-Dirt-Cheap-Audiokassette
Poster der Let There Be Rock-Europatournee
Bon Scott: Dirty Deeds Done Dirt Cheap Tattoo